# 플랑크 시간

플랑크 시간(Planck time, {\displaystyle t_{p}})이란 플랑크 단위로 알려진 시간 단위로, 광자가 빛의 속도로 플랑크 길이를 지나간 시간을 말한다. 물리적으로 의미가 있는 측정할 수 있는 최소의 시간단위이다.
{\displaystyle t_{P}={\sqrt {\frac {\hbar G}{c^{5}}}}=5.391247(60)\times 10^{-44}s}
여기서
{\displaystyle \hbar =h/2\pi } (디랙 상수 (환산 플랑크 상수), 플랑크 상수를 2{\displaystyle \pi }로 나눈 값)
{\displaystyle G} : 중력 상수
{\displaystyle c} : 진공상의 빛의 속도

## 개요
물리학적으로 플랑크 길이보다 짧은 길이는 의미가 없다. 물체의 속도도 아인슈타인의 상대성이론에 따라 빛의 속도 이내로 제한된다.
(거리) = (속도)×(시간)를 이용해 플랑크 길이와 빛의 속도를 알 수 있으면 이 방정식에 이러한 값을 대입해 플랑크 시간을 구할 수 있다.

## 같이 보기
- 물리 상수
- 플랑크 상수
- 플랑크 길이
- 플랑크 질량